# 核型空間
核型空間（かくけいくうかん）とは、数学において有限次元ベクトル空間の良い性質を多く持つ位相ベクトル空間である．その位相は単位球が急速に小さくなる半ノルムの族により定義される．その要素がある意味で「滑らか」なベクトル空間は核型空間となることが多い；核型空間の典型的な例は，コンパクトな多様体上の滑らかな関数の集合である.
有限次元ベクトル空間はすべて核型である (有限次元ベクトル空間上の作用素はすべて核作用素なので). 核型となるバナッハ空間は, 有限次元のものを除いて存在しない．実際にはこれのある種の逆がしばしば成り立つ：もし「自然に現れる」位相ベクトル空間がバナッハ空間でなければ, それが核型となる可能性が大いにある.
核型空間の理論の多くはアレクサンドル・グロタンディークにより展開され，(Grothendieck 1955)で出版された.

## 定義
この節では核型空間のよく知られた定義のいくつかを挙げる．以下の定義はすべて同値である．核型空間の定義にフレシェ空間であるという条件を付け加えて，もっと限定的な定義をする人もいることに注意. (これは位相が半ノルムの可算族により与えられて完備であることを意味する.)
まず背景となる事項から始めよう．局所凸位相ベクトル空間 V は半ノルムの族により定まる位相を持つ．任意の半ノルムに対し，その単位球は0の対称な閉凸近傍であり，逆に0の任意の対称な閉凸近傍はある半ノルムの単位球である． (複素ベクトル空間に対しては，「対称」という条件は「均衡」に置き換えられる.)
p を V 上の半ノルムとするとき，V を半ノルム p で完備化したバナッハ空間を Vp と書くことにする. V から Vp には自然な写像が存在する (単射であるとは限らない).
q を別の半ノルムで，p よりも大きいものとするとき，Vq から Vp への自然な写像であって，自然な写像 V → Vp を V → Vq → Vp　のように分解するものが存在する．これはつねに連続である．空間 V が核型であるとは，これが核作用素になるというより強い条件を満たすことである． 核作用素であるという条件は微妙であり，詳しいことは関連記事を参照されたい．
定義1：核型空間とは，局所凸位相ベクトル空間であって，任意の半ノルム p に対しより大きい半ノルム q で Vq から Vp への自然な写像が核型となるものが存在する，という性質を持つもの．
これは，平たく言えば，ある半ノルムの単位球が与えられたとき，別の半ノルムの単位球で「より小さい」ものをその内側に見つけることが出来ることを，あるいは0の任意の近傍が「より小さい」近傍を含むことを意味する．この条件はすべての半ノルム p に対して確かめる必要はない；位相を生成する半ノルムの集合，つまり位相の準基底となる半ノルムの集合について確かめれば十分である．
抽象的なバナッハ空間と核作用素を用いる代わりに，ヒルベルト空間とトレースクラス作用素の言葉で定義をあたえることも出来て，こちらの方が理解しやすい．(ヒルベルト空間に対しては核作用素のことをトレースクラス作用素と呼ぶことが多い．) 半ノルム p がヒルベルト半ノルムであるとは，Vp がヒルベルト空間になあること．言い換えれば，p がV 上の半正定値半双線形形式から来ること．
定義2：核型空間とは，その位相がヒルベルト半ノルムの族により定義される位相ベクトル空間であって，任意のヒルベルト半ノルム p に対しより大きなヒルベルト半ノルム q であってVq から Vp への自然な写像がトレースクラスになるものが存在する，という性質をみたすもの．
トレースクラス作用素の代わりにヒルベルト・シュミット作用素を用いる人もいて，少し差異を生じる．任意のトレースクラス作用素はヒルベルト・シュミット型であり，二つのヒルベルト・シュミット作用素の積はトレースクラスである．
定義3：核型空間とは，その位相がヒルベルト半ノルムの族により定義される位相ベクトル空間であって，任意のヒルベルト半ノルム p に対しより大きなヒルベルト半ノルム q であってVq から Vp への自然な写像がヒルベルト・シュミット型になるものが存在する，という性質をみたすもの．
任意の局所凸位相ベクトル空間からバナッハ空間への核作用素の概念を用いれば，以下のもっと短い定義を与えることができる：
定義4：核型空間とは，局所凸位相ベクトル空間であって任意の半ノルム p に対し V から Vp への自然な写像が核作用素となるもの.
定義5：核型空間とは，局所凸位相ベクトル空間であってバナッハ空間への任意の連続線形写像が核作用素となるもの．
グロタンディークが用いた定義は次のものに近い：
定義6：核型空間とは，局所凸位相ベクトル空間 A であって，任意の局所凸位相ベクトル空間 B に対し A と B の射影的テンソル積から単射的テンソル積への自然な写像が同型になるもの． 
実はこの定義は B がバナッハ空間の場合を考えれば十分であり，さらに言えば絶対収束する数列のなすバナッハ空間 l1 について確かめれば十分である．

## 例
- 核型空間の無限次元の例で簡単なものとして，すべての急減少数列 c=(c1, c2,...) の空間がある．(「急減少」とは任意の多項式 p に対し cnp(n) が有界であること．) 各実数 s に対し，ノルム ‖ • ‖s を

‖ c ‖s = sup |cn|ns
により定義することが出来る．このノルムによる完備化を Cs とするとき， s≥t であれば Cs から Ct への自然な写像が存在し， s>t+1 であればこれは核作用素である．これは本質的には級数 Σnt−s が絶対収束することによる．特に各ノルム ‖ • ‖t に対し別のノルム ‖ • ‖t+2 であって Ct+2 から Ct への写像が核作用素であるものを見つけることが出来る．従ってこの空間は核型である．
- 任意のコンパクト多様体上の滑らかな関数のなす空間は核型である．

- {\displaystyle \mathbf {R} ^{n}}上の急減少関数のなすシュワルツ空間は核型空間である．

- 複素平面上の整関数のなす空間は核型である．

- 核型空間の列の帰納極限は核型である．

- 核型フレシェ空間の強双対は核型である．

- 核型空間の族の直積は核型である．

- 核型空間の完備化は核型である (実際，空間が核型であるためにはその完備化が核型であることが必要十分).

- 二つの核型空間の位相テンソル積（英語版）は核型である．

## 性質
核型空間は多くの点で有限次元空間に似ており，多くの良い性質を持つ．
- 局所凸ハウスドルフ位相ベクトル空間が核型であるためには，その完備化が核型であることが必要十分である．

- フレシェ空間が核型であるためには，その強双対が核型であることが必要十分．

- 核型空間の任意の有界部分集合は前コンパクト (つまり完備化における閉包がコンパクト).

- X が擬完備 (すなわちすべての有界閉部分集合が完備) な核型空間であれば，X はハイネ・ボレルの性質を持つ (つまり，X の任意の有界閉集合はコンパクト).

- 核型で擬完備なモンテル空間は樽型空間である.

- 核型空間の双対空間の任意の同等連続な閉集合は，コンパクトかつ距離化可能である (強双対位相の下で).

- すべての核型空間は，ヒルベルト空間の直積の部分空間になる．

- すべての核型空間は，ヒルベルトノルムを構成する半ノルムの基底を持つ．

- すべての核型空間はシュワルツ空間である．

- すべての核型空間は近似性質[1]を持つ．

- 核型フレシェ空間の有界閉部分集合はコンパクトである．(位相ベクトル空間の部分集合 B が有界であるとは，0の任意の近傍 U に対し正の実数 λ が存在して B が λU に含まれること.) これは核型フレシェ空間に対するハイネ・ボレルの定理の言い換えであり，有限次元の場合の類似である．

- 核型空間の任意の部分空間，および閉部分空間による任意の商空間は核型である．

- A が核型で B を任意の局所凸位相ベクトル空間とすれば，A と B の射影的テンソル積から単射的テンソル積への自然な写像は同型写像である．大まかに言うと，このことはテンソル積のふさわしい定義が一つしかないことを意味する．この性質は核型空間 A を特徴づける．

- 位相ベクトル空間の測度の理論において，核型フレシェ空間の双対空間上の任意の連続なシリンダー測度はラドン測度に拡張できる，という基本的な定理がある．シリンダー測度の構成は容易なことが多いが，それがラドン測度でなければ応用上十分でないから (例えば，一般に可算加法性すら満たさない)，この結果は有用である．

## ボホナー・ミンロスの定理
核型空間 A 上の連続汎関数 C が特性汎関数 であるとは，C(0) = 1 であり，任意の複素数 {\displaystyle z_{j}} と {\displaystyle x_{j}\in A} , j,k = 1, ..., n, に対し
{\displaystyle \sum _{j=1}^{n}\sum _{k=1}^{n}z_{j}{\bar {z}}_{k}C(x_{j}-x_{k})\geq 0}
となること．核型空間 A 上の連続汎関数が与えられたとき，ボホナー・ミンロスの定理は，双対空間 {\displaystyle A'} 上の確率測度が
{\displaystyle C(y)=\int _{A'}e^{i\langle x,y\rangle }d\mu (x)}
で与えられ，一意に定まることを保証する．これはフーリエ逆変換の核型空間への拡張である．
特に，A がヒルベルト空間 {\displaystyle H_{k}} により
{\displaystyle A=\bigcap _{k=0}^{\infty }H_{k}},
と表される核型空間であれば，ボホナー・ミンロスの定理より双対空間上に特性関数 {\displaystyle e^{-{\frac {1}{2}}\|y\|_{H_{0}}^{2}}} を持つ確率測度，すなわちガウス測度の存在が保証される．このような測度をホワイトノイズ測度と呼ぶ．A がシュワルツ空間であれば，対応する確率要素は確率超過程になる．

## 強核型空間
強核型空間とは，局所凸位相ベクトル空間であって，任意の半ノルム p に対しより大きい半ノルム q が存在して Vq から Vp への自然な写像が強い意味で核型になる，という性質を持つもの．